# MariMoon
Mariana de Souza Alves Lima, mais conhecida como MariMoon (São Paulo, 27 de setembro de 1982),  é uma apresentadora e influenciadora digital brasileira. É considerada a primeira celebridade surgida na internet brasileira, quando em 2003 seu blog no Fotolog se tornou o mais seguido do Brasil.

## Biografia
Neta do jornalista Cláudio de Souza, ex-editor da Editora Abril, e sobrinha do ator e roteirista Flávio de Souza. Mariana é a mais velha de cinco irmãs.
No ano de 2003, MariMoon criou uma loja virtual para vender roupas, calçados e acessórios que ela mesma criava e vendia em eventos de cultura japonesa. e também em feiras de moda como o Mercado Mundo Mix. Antes da MTV, ela foi webdesigner, vitrinista, figurinista, criou sua marca de roupas e uma loja online.

## Carreira
Conectada na internet desde pequena, ficou famosa em 2003, quando começou a publicar suas selfies (autorretratos) em uma das primeiras redes sociais de fotos, o Fotolog. Lá usava o nome de usuário MariMoon, criado porque "Sempre estudei com umas cinco Marianas. Queria um nome só meu." e fazendo homenagem ao desenho animado japonês Sailor Moon. MariMoon teve grande repercussão entre os internautas, lhe rendendo o status de primeira celebridade da internet no Brasil. Com o sucesso cibernético, começou a ser convidada para participar de campanhas publicitárias, participações em revistas e televisão. Em 2006, foi capa da revista Capricho, quando foi considerada oficialmente a primeira celebridade da internet.
A partir do dia 28 de janeiro de 2008, MariMoon passou a ser apresentadora do canal MTV Brasil, estreando com o seu próprio programa, Scrap MTV, onde dava dicas de música, cultura, cinema, internet e também fazendo entrevistas. Ganhou o prêmio Capricho Awards de "Mais Estilosa do Brasil" duas vezes: 2009 e 2010. Em seus cinco anos como VJ, comandou programas diários ao vivo: Em 2010, passou a apresentar também o programa musical-informativo Acesso MTV, junto com a também apresentadora, estilista, repórter Titi Müller. No mesmo ano, participou do programa Um Contra Cem, do SBT, e ganhou o prêmio de 300 mil reais no dia 3 de março de 2010. Apresentou duas temporadas do reality show teen Colírios Capricho (2010 e 2011), diversas entrevistas para o Notícias MTV, além de participações nas premiações anuais do VMB. MariMoon entrevistou nomes da música como Iggy Pop, Paramore, Metallica e Evanescence. Deixou o canal no final de 2012, pouco antes da Editora Abril devolver a marca para a empresa-mãe da MTV americana Viacom.
Como atriz, no cinema, dublou Vanellope von Schweetz em Detona Ralph (2012) e sua continuação WiFi Ralph (2019), declarando que participar de um filme da Disney era a realização de um sonho. Também participou como personagem fixa da série Que Talento!, no Disney Channel, e também integrou o elenco do musical da Broadway Fame - O Musical.
Em 2013, apresentou o Meus Prêmios Nick junto com a atriz Larissa Manoela, e recusou um convite de participar do famoso reality show brasileiro A Fazenda. Em janeiro de 2014, foi convidada pelo apresentador Amaury Jr. para participar de seu programa como repórter, onde estreou no dia 7 de maio de 2014 no Programa Amaury Jr..
Em 2015, a apresentadora, em parceria com a Estilingue Filmes, resolve criar um programa/canal no YouTube, estabelecendo dessa maneira uma ligação maior com seus fãs. O canal: Siga@MariMoon. O projeto lançando na plataforma possui como principal temática arte, cultura, moda, beleza e vida sustentável.
Em 2017, apresentou os especiais Lollapalooza e Rock In Rio na Rede Globo.
Em 2019, apresentou o especial de Lollapalooza na Rede Globo.
Em 2020, apresentou a Comic Con Experience CCXP Worlds, ao lado de Marcelo Forlani.

## Palestras

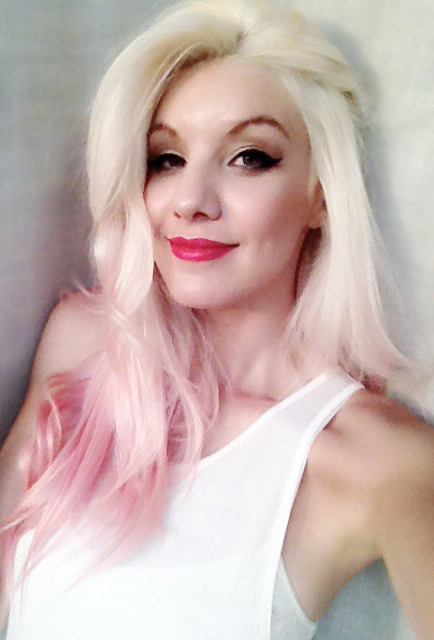
MariMoon em 2014.

Em 2009 na Arena da IV Feira Guia do Estudante, a apresentadora deu início ao debate sobre a profissão de blogueiro, onde contou como a internet a levou à capa da Capricho, a grifes famosas e, depois, à MTV.
Deu uma palestra sobre o universo das cores durante a segunda edição do Nails Fashion Week de 2012.
Na primeira edição da Virada Digital em São José do Rio Preto, deu início a palestra onde contou ao público sobre sua trajetória, fazendo um paralelo entre sua carreira e a moda realixada em 2014.
No ano de 2015 na 4ª Campus Party Recife, a blogueira teve uma conversa descontraída com os campuseiros sobre o universo da blogosfera. No mesmo ano, no Pixel Show faz Sharp Talks sobre a produção de conteúdo para a internet e a televisão e onde essas plataformas convergem e divergem.
Palestrou na Campus Party Brasil em Como ser um Youtuber, dando dicas valiosas para quem quer começar e como crescer no YouTube. No mesmo ano, em 2016, participa da sétima edição do Risadaria – O Maior Festival de Humor do Mundo no debate O Snapchat é uma piada?

## Coleções

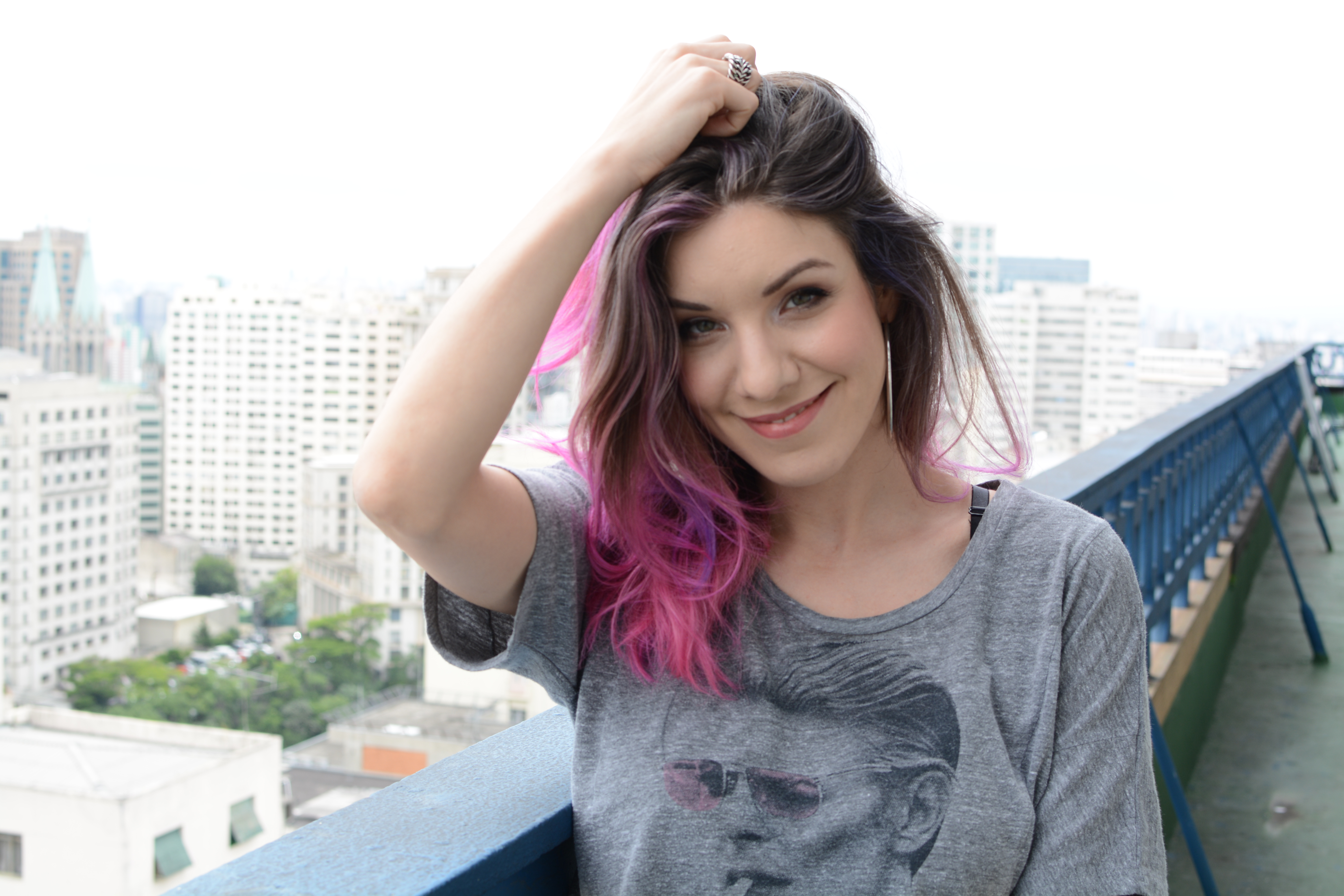
MariMoon em 2017.

Durante toda sua trajetória, MariMoon sempre se expressou a partir da moda, seja pelas roupas ou estilos de cabelo, sendo uma das maiores influenciadoras em ser e usar o que quiser. Por conta de sua influência, Marimoon já foi designer, vitrinista, figurinista, estilista. Em 2007, tornou-se embaixadora da marca de calçados "Melissa" para a campanha "Create Yourself", uma das primeiras campanhas de publicidade a usar blogueiras.
Em parceria com a Hits Speciallitá, lançou em dezembro de 2011, a linha de esmaltes MULTIGIRL e depois a segunda linha chamada GLITTER SHOCK todas vendidas na loja virtual da Hits.
Teve uma série de bolsas e mochilas com a Dermiwil, roupas desenhadas por ela própria com a marca MissBella. Foi expositora no Mercado Mundo Mix.
Abriu uma loja de roupas também virtual dentro do site Enjoei recentemente em 2016.

## Vida pessoal
Namorou o músico Fernando Coelho da banda indie Seychelles, terminaram em 2010; namorou por 3 anos o ator Rafael Queiroga, terminaram no ano de 2013.
Em 2011, se envolveu numa polêmica com o cantor Jared Leto, vocalista da banda 30 Seconds to Mars, durante os bastidores da MTV Brasil, onde ele não quis dar entrevista para ela por conta da blogueira ter feito um comentário no Twitter sobre uma fã brasileira que o cantor teria xingado em um show.
Durante uma entrevista ao programa Pânico na Rádio, da Jovem Pan, em 2015, revelou que gosta de ficar com mulheres.

## Filmografia

### Televisão
| Ano     | Titulo                    | Cargo            | Nota                       |
| ------- | ------------------------- | ---------------- | -------------------------- |
| 2008–10 | Scrap MTV                 | Apresentadora    |                            |
| 2010    | Comédia MTV               | Ela mesma        | Episódio: "28 de abril"    |
| 2010–12 | Acesso MTV                | Apresentadora    |                            |
| 2010–11 | Colírios Capricho MTV     | Apresentadora    |                            |
| 2011    | Furo MTV                  | Apresentadora    | Episódio: "14 de julho"    |
| 2012    | Provão MTV                | Jurada           |                            |
| 2012    | MTV Para Gostar de Música | Apresentadora    |                            |
| 2014    | Programa Amaury Jr.       | Repórter         |                            |
| 2015    | MasterChef                | Jurada convidada | Episódio: "15 de setembro" |
| 2016    | Que Talento!              | Ela mesma        | Episódio: "16 de abril"    |
| 2016    | Dá o Play                 | Apresentadora    |                            |
| 2016–17 | É de Casa                 | Colunista        |                            |
| 2017    | Video Show                | Repórter         |                            |
| 2017    | São Paulo nas Alturas     | Apresentadora    |                            |
| 2017    | Rota 66                   | Apresentadora    |                            |

### Internet
| Ano           | Programa                            | Cargo         |
| ------------- | ----------------------------------- | ------------- |
| 2010          | Desafio Vivo On                     | Apresentadora |
| 2014–presente | Canal MariMoon                      | Apresentadora |
| 2016          | AliExpress Global Blogger Challenge | Apresentadora |
| 2016          | Programaê! Hora do Codigo           | Apresentadora |
| 2016          | Skyy Vodka: Free The New            | Apresentadora |

### Cinema
| Ano  | Título       | Personagem                   | Nota     |
| ---- | ------------ | ---------------------------- | -------- |
| 2012 | Detona Ralph | Vanellope von Schweetz (voz) | Dublagem |
| 2018 | WiFi Ralph   | Vanellope von Schweetz (voz) | Dublagem |
| 2021 | 4x4          | Moça                         |          |
| 2021 | Carros       | Vanellopemovel (voz)         | Dublagem |

### Videos Musicais
| Ano  | Artista     | Música                 |
| ---- | ----------- | ---------------------- |
| 2007 | Fake Number | "Segredos que Guardei" |

## Teatro
| Ano  | Título           | Personagem      |
| ---- | ---------------- | --------------- |
| 2012 | Fame - O Musical | Grace Lambchops |

## Prêmios e indicações
- Eleita pela revista Criativa uma das 25 mulheres mais criativas de 2007.[43]

| Ano  | Prêmio                  | Categoria                       | Trabalho                          | Resultado |
| ---- | ----------------------- | ------------------------------- | --------------------------------- | --------- |
| 2008 | Prêmio Jovem Brasileiro | Apresentadora do Ano            | Scrap MTV                         | Venceu    |
| 2009 | VMB                     | Twitter do Ano                  | @marimoon                         | Indicada  |
| 2009 | Capricho Awards         | Estilosa Nacional/Internacional | Ela mesma                         | Venceu    |
| 2010 | Capricho Awards         | Estilosa Nacional/Internacional | Ela mesma                         | Venceu    |
| 2010 | Prêmio Jovem Brasileiro | Melhor Apresentadora Jovem      | Acesso MTV                        | Venceu    |
| 2011 | Meus Prêmios Nick       | Cabelo Maluco                   | Acesso MTV                        | Indicada  |
| 2012 | Prêmio Jovem Brasileiro | Apresentadora                   | Acesso MTV                        | Venceu    |
| 2012 | Meus Prêmios Nick       | Apresentador de TV              | Acesso MTV                        | Indicada  |
| 2012 | Meus Prêmios Nick       | Tuiteiro Favorito               | @marimoon                         | Indicada  |
| 2016 | Prêmio Febre Teen       | Melhor Blog do Ano              | marimoon.com.br                   | Indicada  |
| 2016 | Prêmio Canal Entreter   | Youtuber Feminina Favorita      | Siga@MariMoon                     | Indicada  |
| 2019 | Meus Prêmios Nick       | Slime Épico                     | MariMoon e Larissa Manoela (2013) | Indicada  |